# Borgo di Swindon
Swindon è un borgo e autorità unitaria del Wiltshire (contea cerimoniale), Inghilterra, Regno Unito, con sede nella città omonima.
L'autorità fu creata come distretto con il Local Government Act 1972, il 1º aprile, 1974 dalla fusione del borgo municipale di Swindon col Distretto rurale di Highworth.

## Parrocchie

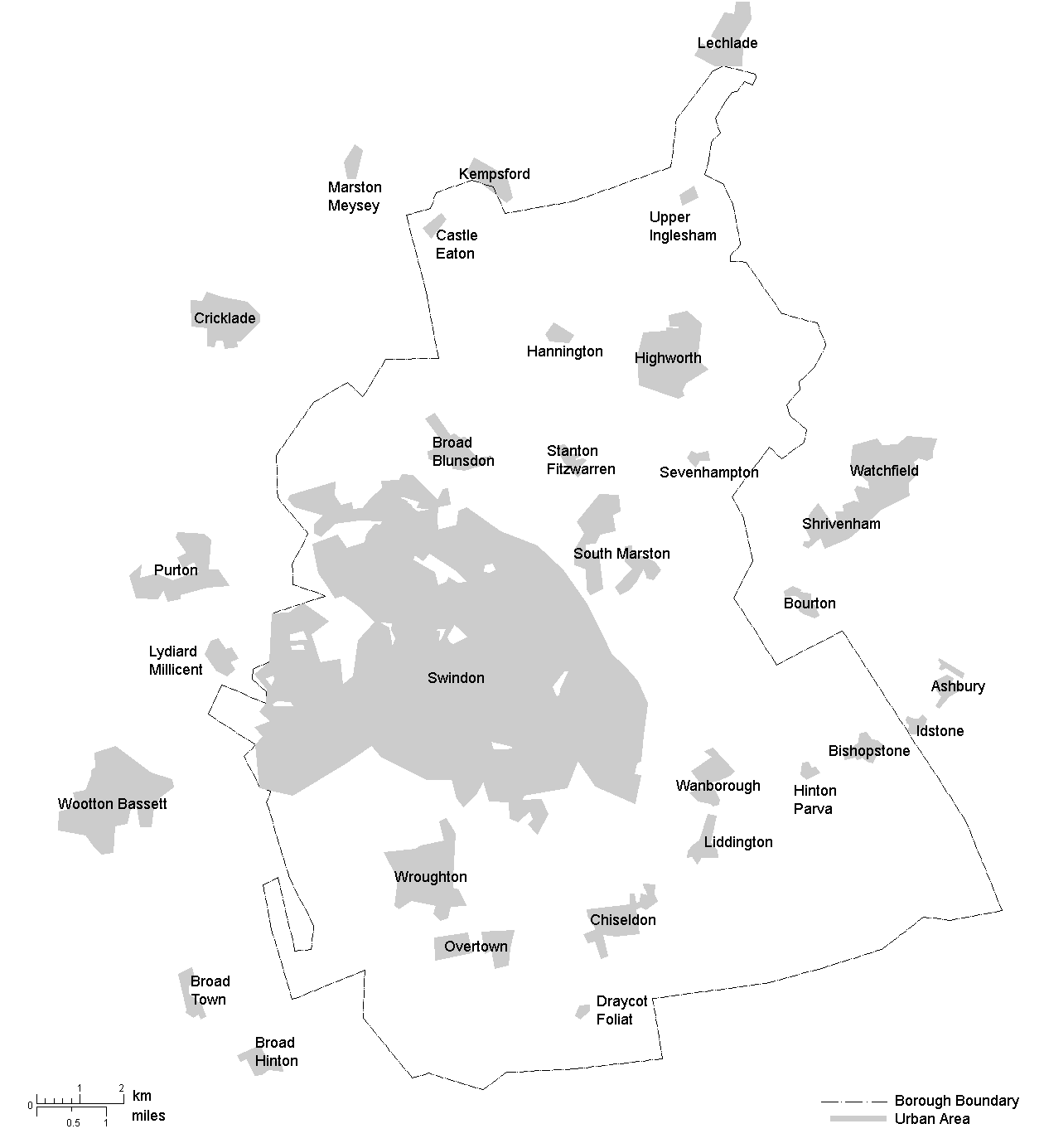
Mappa del borough coi suoi maggiori insediamenti

Il borgo copre, oltre a Swindon, la campagna circostante con la città di Highworth e altri villaggi:
- Badbury
- Bishopstone
- Blunsdon
- Chiseldon
- Liddington
- Sevenhampton
- South Marston
- Wanborough
- Wroughton

Le parrocchie sono:
- Bishopstone
- Blunsdon St Andrew
- Castle Eaton
- Chiseldon
- Covingham
- Hannington
- Haydon Wick
- Highworth
- Inglesham
- Liddington
- South Marston
- Stanton Fitzwarren
- Stratton St Margaret
- Wanborough
- Wroughton